# Elezione imperiale del 1531

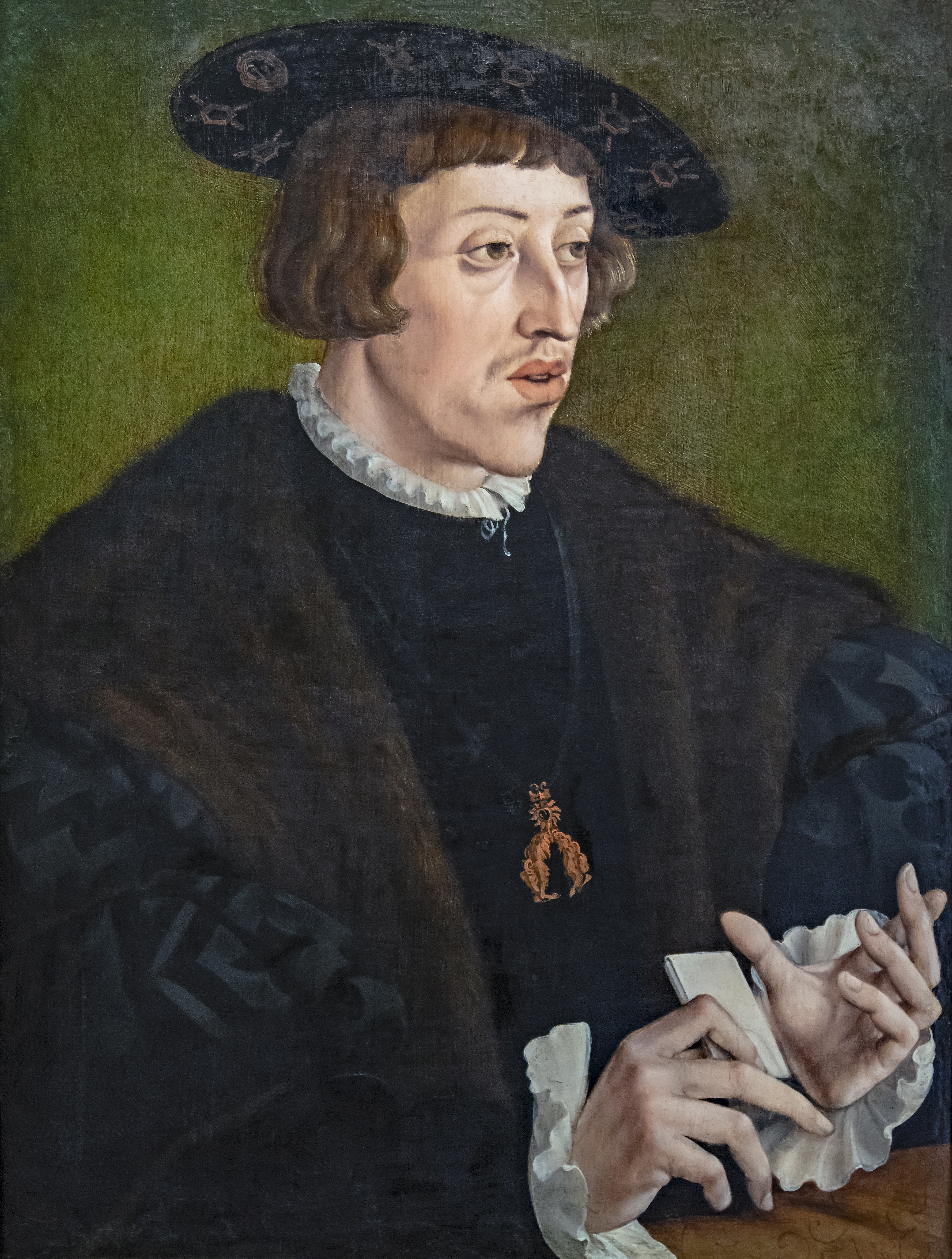
Il re dei romani Ferdinando I d'Asburgo.

L'elezione imperiale del 1531 si è svolta a Colonia il 5 gennaio 1531.

## Contesto storico
L'elezione del 1531 fu convocata dall'imperatore in carica, Carlo V d'Asburgo, in base ad accordi presi con il fratello minore Ferdinando circa la futura spartizione dei domini asburgici. Si tenne nel pieno dei rivolgimenti provocati dalla diffusione della dottrina luterana in Germania: pochi anni prima l'elettore di Sassonia aveva aderito pubblicamente alla Riforma protestante, e anche i suoi colleghi di Colonia e Palatinato mostravano simpatie luterane. Gli altri elettori erano rimasti cattolici.

## Principi elettori
| Principe elettore | Principe elettore                    | Titolo elettorale        | Altri titoli                        | Confessione |
| ----------------- | ------------------------------------ | ------------------------ | ----------------------------------- | ----------- |
|                   | Alberto di Hohenzollern              | Arcivescovo di Magonza   | Cardinale Arcivescovo di Magdeburgo | Cattolico   |
|                   | Richard von Greiffenklau zu Vollrads | Arcivescovo di Treviri   |                                     | Cattolico   |
|                   | Hermann von Wied                     | Arcivescovo di Colonia   |                                     | Cattolico   |
|                   | Ferdinando I d'Asburgo               | Re di Boemia             | Arciduca d'Austria Re d'Ungheria    | Cattolico   |
|                   | Ludovico V del Palatinato            | Conte Palatino del Reno  |                                     | Cattolico   |
|                   | Giovanni di Sassonia                 | Duca di Sassonia         |                                     | Luterano    |
|                   | Gioacchino I di Brandeburgo          | Margravio di Brandeburgo |                                     | Cattolico   |

## Esito
Ferdinando venne eletto re dei Romani il 5 gennaio 1531. Assunse il titolo di imperatore il 27 agosto 1556 in seguito all'abdicazione di Carlo e fu incoronato nel Duomo di Francoforte sul Meno il 14 marzo 1558.